# (90414) Karpov
(90414) Karpov (2003 YP110) – planetoida z pasa głównego asteroid okrążająca Słońce w ciągu 3,69 lat w średniej odległości 2,39 j.a., która została odkryta 19 grudnia 2003 roku.
Planetoida została nazwana na cześć Anatolija Karpowa, mistrza świata w szachach w latach 1975–1985.